# John E. Hyten
John Earl Hyten , född 1959, är en general i  USA:s flygvapen och har positionen som vice försvarschef.  Han har varit vice ordförande sedan 21 november 2019.